# Patrice Guers
Patrice Guers (ur. 5 września 1969) – basista włoskiego zespołu muzycznego Rhapsody of Fire, z pochodzenia Francuz.
Grę na gitarze rozpoczął w wieku 17 lat. W 2001 roku dostał propozycję od Dominique’a Leurqina zostania basistą Rhapsody, z którym zaczął grać w następnym roku. W zespole występował do lata 2011.
W 2011 roku dołączył do zespołu Luca Turilli’s Rhapsody.